# 保羅·阮公英
保羅·阮公英（越南語：Paul Nguyễn Công Anh）（1919年—2008年）。一位二戰前移民法國的越南人。在德國占領法國期間保護了他的猶太人妻子及其親屬，被以色列頒發以“國際義人”的榮譽稱號。

## 生平
保羅·阮公英生於越南，二戰前移民到法國，就讀於尼斯大學。在學習期間結識了一個來自波蘭的猶太難民同學雅德維加·阿爾法貝特（Jadwiga Alfabet），兩個人之後訂了婚。1942年夏天，法國警方開始逮捕擁有外國國籍的猶太人，包括阿爾法貝特的一些親戚。保羅·阮公英於是於1942年9月5日與阿爾法貝特結婚，希望藉由取得法國公民身份，讓她免於被遞解出境。夫婦二人隨後搬遷至意大利占領區，並於1943年返回尼斯，當時該市在義大利的控制之下，相對安全。然而，德國人在1943年9月重新佔領尼斯，猶太人面臨的危險再度出現。從這時開始，保羅·阮公英將他的妻子、她的叔叔雅各布（Jakub）和嬸嬸薩洛梅·波琳娜（Salome Berliner） 以及他們的嬰兒羅蘭 (Roland) 藏了起來。保羅·阮公英於1943年11月取得了假證件，將雅各布、薩洛梅·波琳娜以及他們的孩子分兩次帶到了瑞士。
保羅·阮公英與他的妻子雅德維加·阮（Jadwiga Nguyen）共育有兩個女兒。2007年4月30日，他被以色列授予“國際義人”的榮譽稱號，另外還獲得了法國榮譽軍團勳章。
2008年，保羅·阮公英在法國馬賽去世，享年89歲。